# Gaozi
Gaozi – chiński filozof konfucjański z Okresu Walczących Królestw.
Twierdził, że natura ludzka ma początkowo charakter neutralny, nie jest dobra ani zła, a wszelka moralność jest dopiero nadawana z zewnątrz. Porównując naturę jednostki do drzewa, wartości etyczne natomiast do drewnianych naczyń wykazywał, że mimo podobieństwa pod względem materiału nie są one bytami tożsamymi. Pesymistycznie podchodząc jednak do możliwości moralnego rozwoju człowieka stwierdzał iż nie odróżnia on dobra od zła. Jego poglądy ostrej krytyce poddał w swoim dziele Mencjusz. Ponieważ nie zachowały się żadne prace Gaozi, jego poglądy znane są tylko z mencjuszowskich polemik.